# Kerby, Oregon
Kerby là một cộng đồng chưa hợp nhất trong Quận Josephine thuộc tiểu bang Oregon, Hoa Kỳ. Nó nằm phía bắc Cave Junction trên Quốc lộ Hoa Kỳ 199. Mã bưu điện là 97531. Dân số hiện tại của khu vực Kerby được Cục điều tra dân số Hoa Kỳ báo cáo là 400 người. Kerby bắt đầu hình thành giữa năm 1854 và năm 1857.

## Lịch sử
Kerby được đặt tên của James Kerby. Cộng đồng này được thành lập trong thời hoàng kim khai thác vàng của Quận Josephine và trải qua nhiều lần đổi tên trong những năm xa xưa. Khi Quận Josephine được thiết lập vào ngày 22 tháng 1 năm 1856, một quận lỵ mới được chọn trong một cuộc bầu cử tiếp theo đó. Quận lỵ ban đầu là một nơi có tên là "Sailor Diggings" (sau đó chỗ này được đổi thành Waldo). Một trong những nơi bỏ phiếu được ghi tên là "Kirbey's Ranch". James Kerby và Samuel Hicks, hai người làm ăn chung buôn bán với nhau, có lẽ đã thành lập thị trấn "Kerbeyville" để thi đua dành làm quận lỵ và thị trấn đã được chọn trong kỳ bầu cử tháng 6 năm 1857, đánh bại Grants Pass. Grants Pass trở thành quận lỵ vào năm 1886.

## Điểm hấp dẫn
- Bảo tàng Kerbyville, thành lập năm 1959[5]